# Tat'jana Kurbakova
Tat'jana Sergeevna Kurbakova (in russo Татьяна Сергеевна Курбакова?, traslitterato anche come Tatiana Sergeyevna Kurbakova; Mosca, 7 agosto 1986) è un'ex ginnasta russa specializzata nella ginnastica ritmica, vincitrice della medaglia d'oro nella gara a squadre alle Olimpiadi di Atene 2004 e del titolo mondiale di gruppo ai Campionati mondiali del 2003 e del 2005.

## Biografia
Tat'jana Kurbakova è nata a Mosca il 7 agosto 1986 e ha iniziato a pratica ginnastica ritmica all'età di cinque anni. Nel 2001 è entrata a fare parte della squadra nazionale russa di ginnastica ritmica.
Nel 2003 ai Campionati europei di ginnastica ritmica di Riesa in Germania ha vinto la medaglia d'oro nei 5 nastri e nella gara di gruppo all around, mentre ai Campionati mondiali di ginnastica ritmica 2003 di Budapest ha vinto l'oro nei 5 nastri, 3 cerchi + 2 palle, nel concorso all around di gruppo e nel concorso completo di squadra che comprende anche i punteggi delle individualiste.
Nel 2004 alle Olimpiadi di Atene ha vinto la medaglia d'oro nella gara a squadre.
Nel 2005 ha partecipato nuovamente ai Campionati mondiali di Baku, dove ha vinto l'oro nel concorso di gruppo alla around e nella gara completa a squadre, l'argento nei 3 cerchi + 4 clavette e il bronzo nei 5 nastri.
Alla fine dell'anno si è ritirata dall'attività sportiva e ha iniziato a lavorare come allenatrice e insegnante di ginnastica.

## Palmarès
- Giochi olimpici

Atena 2004: oro nel concorso a squadre
- Mondiali

Budapest 2003: oro nel concorso a squadre, nel concorso completo di gruppo, nei 5 nastri e nei 3 cerchi + 2 palle
Baku 2003: oro nel concorso a squadre e nel concorso completo di gruppo, argento nei 3 cerchi + 4 clavette, bronzo nei 5 nastri
- Europei

Riesa 2003: oro nel concorso completo di gruppo e nei 5 nastri